# افولترن ام‌البی
شهر افولترن ام‌البی  در بخش افولترن در ایالت زوریخ در کشور سوئیس واقع شده‌است که ۱۰٬۱۰۰ نفر جمعیت دارد.